# Baix Camp
Il Baix Camp è una delle 41 comarche della Catalogna, con una popolazione di 167 889 abitanti; suo capoluogo è Reus.
Amministrativamente fa parte della provincia di Tarragona, che comprende 10 comarche.

## Lista dei comuni Baix Camp
| città                                | superficie | popolazione | densità |
| ------------------------------------ | ---------- | ----------- | ------- |
| Albiol, l'                           |            | 377         |         |
| Aleixar, l'                          |            | 862         |         |
| Alforja                              |            | 1.730       |         |
| Almoster                             |            | 1.286       |         |
| Arbolí                               |            | 113         |         |
| l'Argentera                          |            | 143         |         |
| les Borges del Camp                  |            | 1.965       |         |
| Botarell                             |            | 998         |         |
| Cambrils                             |            | 29.112      |         |
| Capafonts                            |            | 122         |         |
| Castellvell del Camp                 |            | 2.474       |         |
| Colldejou                            |            | 187         |         |
| Duesaigües                           |            | 234         |         |
| la Febró                             |            | 56          |         |
| Maspujols                            |            | 542         |         |
| Montbrió del Camp                    |            | 1.917       |         |
| Mont-roig del Camp                   |            | 10.292      |         |
| Prades                               |            | 649         |         |
| Pratdip                              |            | 760         |         |
| Reus                                 |            | 104.835     |         |
| Riudecanyes                          |            | 973         |         |
| Riudecols                            |            | 1.194       |         |
| Riudoms                              |            | 6.149       |         |
| la Selva del Camp                    |            | 5.097       |         |
| Vandellòs i l'Hospitalet de l'Infant |            | 5.420       |         |
| Vilanova d'Escornalbou               |            | 502         |         |
| Vilaplana                            |            | 613         |         |
| Vinyols i els Arcs                   |            | 1.594       |         |